# Обсада на Солун (685)
Вижте пояснителната страница за други значения на Обсада на Солун.

Обсадата на Солун (685 г.) е опит на брата на кан Аспарух Кубер да превземе Солун в съюз със славянските племена.
Обсадата започва през 685 г., след като кан Кубер се заселва в Битолското поле, идвайки от Аварския хаганат. Целта му е да бъде превзет вторият по големина град в империята. Той изпраща своя помощник Мавър в крепостта, като той трябва да отвори вратите на града. Този замисъл не успява, тъй като Мавър е разкрит. Освен това в града пристига и ромейският адмирал Сисиний, което също оказва влияние върху плана на хан Кубер.